# オクラホマ! (映画)

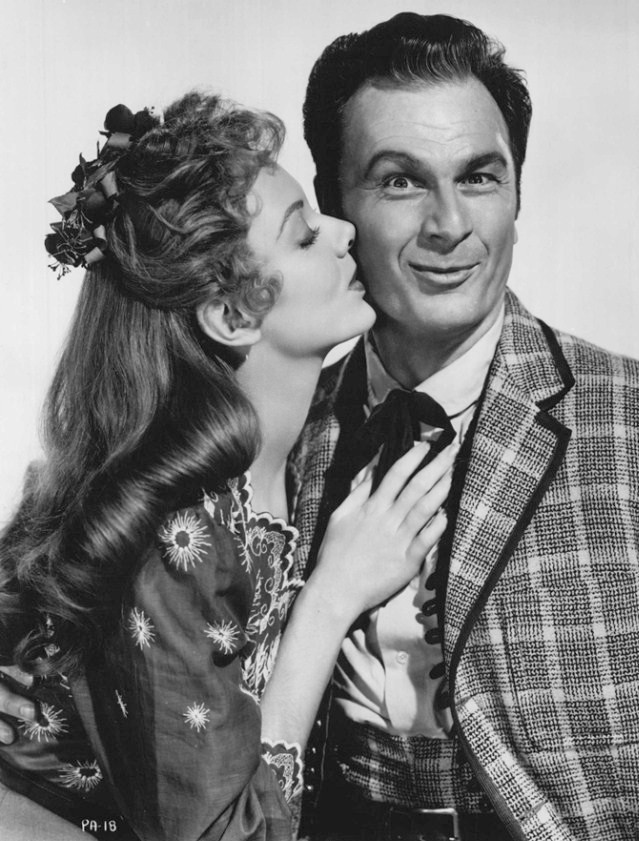
バーバラ・ローレンス(左)とエディ・アルバート(宣材写真)

『オクラホマ!』（Oklahoma!）は、1955年のアメリカ合衆国のミュージカル映画。監督はフレッド・ジンネマン。1943年の同名のミュージカルを原作としている。
Todd-AOシステムによる70mmフィルムのワイドスクリーンで史上初めて撮影された映画である。
ヒロインのシャーリー・ジョーンズは原作の作者であるリチャード・ロジャースとオスカー・ハマースタイン2世の指名によりキャスティングされ、本作以降彼女は2人の合作したミュージカルの映画版に多く出演することとなった。
2006年に製作50周年版DVDが「ロジャース＆ハマースタイン カルーセルBOX」に収録され、その後2009年に単独で発売された。当盤では、35mmのシネマスコープ版の本編と共に70mm版が特典映像として収録されており、両者は冒頭のタイトル部分が異なる。

## ストーリー
ストーリーはもともとリン・リッグスが書いたブロードウェイ劇『ライラックが盛んに咲く』Green Grow the Lilacsに基づいていて、オクラホマが州として承認される1906年にクレアモア駅近くの田舎でおこった出来事を描いている。
- 青空の下、歌『美しい朝』が流れる中を、広々とした牧場が広がるオクラホマの大草原で、エラーおばさん（Aunt Eller）に育てられてきた年頃の娘ローリー（Laurey）は、カウボーイのカーリー（Curly）が好きだが、彼が他の女性たちとも仲がいいので、村祭りには農場の手伝いのジャッド（Jud）と一緒に行く約束をしてしまう。
- 村祭りは盛大に行われて、村民はさまざまに歌い踊る。一緒に馬車で祭りへ行く途中、ジャッドはローリーにキスを強要しようとしたので、彼女はジャッドを馬車から突き飛ばして、置いてきてしまう。
- 村祭りの余興で学校の資金集めの競りがエラーおばさんが司会で行われて、ローリーが寄付した手提げかごの競りを巡って、カーリーとジャッドが争い、カーリーは最後に自分のピストルまでをその場で売って、ついに入手する。
- 他の娘たちの恋愛劇などいろいろあるが、カーリーとローリーはついに自宅で結婚式をあげる。
- それを恨んで、2人が干し草の山に乗って結婚を祝っているのに火を付けて殺そうとするが、カーリーは怖がるローリーを突き飛ばして無事に下へ降し、自分はナイフをかざしているジャッド目がけて飛び降り、そのもみ合いでジャッドは死ぬ。
- カーリーの殺人罪裁判が、その場に裁判官も居たので行われ、カーリーは無罪になり、カーリーとローリーは歌「オクラホマ！」が流れる中を自分が御する馬車でハネムーンに出発する。

## キャスト
- カーリー - ゴードン・マクレー（英語版）
- ローリー - シャーリー・ジョーンズ
- ジャッド - ロッド・スタイガー
- アニー - グロリア・グレアム
- エラーおばさん - シャーロット・グリーンウッド（英語版）
- ガーティ - バーバラ・ローレンス（英語版）
- アリ・ハキム - エディ・アルバート

## 受賞とノミネート
| 映画祭・賞                 | 部門                   | 候補                                                                 | 結果       |
| -------------------------- | ---------------------- | -------------------------------------------------------------------- | ---------- |
| アカデミー賞               | 撮影賞（カラー）       | ロバート・サーティース                                               | ノミネート |
| アカデミー賞               | ミュージカル映画音楽賞 | ロバート・ラッセル・ベネット ジェイ・ブラックトン アドルフ・ドイチュ | 受賞       |
| アカデミー賞               | 編集賞                 | ジーン・ルッジェロ ジョージ・ベームラー                              | ノミネート |
| アカデミー賞               | 録音賞                 | トッド＝AOサウンド部                                                 | 受賞       |
| アメリカ国立フィルム登録簿 | 2007年新規登録         |                                                                      |            |